# 飾帶毛鼻鯰
飾帶毛鼻鯰為輻鰭魚綱鯰形目毛鼻鯰科的其中一種。分布於南美洲秘魯東部地區，體長可達7.8公分。

## 扩展阅读
維基物種上的相關：飾帶毛鼻鯰